# 寿徳寺 (横浜市)
寿徳寺（じゅとくじ）は、横浜市鶴見区江ヶ崎町にある唯一の寺院。江戸時代のいわゆる一村一ヶ寺で江ヶ崎の人々の氏寺・菩提寺であった。また江ヶ崎の氏神である江ヶ崎八幡宮の別当寺でもあった。

## 寺院の略史
寿徳寺（じゅとくじ）は、横浜市鶴見区江ヶ崎町にある唯一の寺院。近世は一村一ケ寺であり、本尊は釈迦如来。
宝泉寺六世大室良奕禅師により元和元年（1615年、一説には寛永年間）に曹洞宗寺院として開創された。
ただし、境内には、14世紀の板碑（石で作られた塔婆・墓石）と中世の五輪塔（墓石）の一部が残っており、中世から墓地と御堂などの宗教施設があったと思われる。とくに、『新編武蔵風土記稿』には本尊が阿弥陀如来とあり、曹洞宗として開創される以前より、阿弥陀如来をまつり死者の往生を願うためのお堂や墓地があったと考えられる。曹洞宗の本尊は、新規に開創される場合は釈迦如来像や観世音菩薩蔵を祀るが、既存の本尊がある場合には従来通りの本尊と信仰を排除することはせず、浄土信仰に由来する阿弥陀像や密教で本尊とされる大日如来像などでも引き継いで祭祀することが多く、寿徳寺もそうした事例のひとつであろう。ただし本尊はその後、江戸後期に阿弥陀如来像から釈迦如来像に改められて再興されている。
江戸時代には、村内の江ヶ崎八幡宮や、第六天などの神社・祠の別当も勤めるなど、村内の寺社祭祀を司った。また、江戸三ヶ寺の青松寺（太田道灌開創・毛利家などの菩提寺）・泉岳寺（浅野家　赤穂四十七士の菩提寺）などの寺院の住持も輩出している。
また、境内地蔵堂にまつられる庚申塔は、合掌弥陀庚申塔（合掌する阿弥陀像の庚申塔）としては区内最古のものである。
現住職は駒澤大学元学長の広瀬良弘である。